# Hyunjin
Kim Hyeon-jin (em coreano: 김현진 (hangul) / 金賢眞 (hanja); romaniz.: Kim Hyeon-jin); nascida em Dunchon-dong, Gangdong, Seul, Coreia do Sul, em 15 de novembro de 2000, mais conhecida como Hyunjin (em coreano: 현진 (hangul) / 賢眞 (hanja); romaniz.: Hyeon-jin é uma cantora, rapper e dançarina sul-coreana. Ela é integrante dos grupos inativos LOOΠΔ (em hiato por tempo indeterminado) e Loossemble, além de fazer parte da sub-unidade LOOΠΔ 1/3. 

## Início de vida
Hyeonjin nasceu em Dunchon-dong, no Distrito de Gangdong-gu, Seul, Coreia do Sul, em 15 de novembro de 2000. Depois de aparecer no programa "Three Idiots", do canal TVN como "uma beleza natural", Hyunjin despertou o interesse de sua antiga gravadora, Blockberry Creative, e treinou por três anos até sua estreia. Em 2018, se formou na Hansung Girls' High School. 

## Carreira
O projeto de seu grupo, LOOΠΔ, consistiu em apresentar uma menina por mês ao grupo, sendo Hyunjin a segunda garota. Ela foi anunciada no dia 28 de outubro de 2016. No dia 10 de novembro, a versão curta-metragem (Original Film Version) de Around You estreou e, uma semana depois, seu single álbum HyunJin foi lançado. Os eventos de autógrafos do álbum ocorreram em 20 de novembro em Seul, 03 de dezembro em Incheon, 10 de dezembro mais uma vez em Seul e 11 de dezembro em Busan.
Em 15 de dezembro de 2016, um canção natalina com as integrantes até então reveladas, intitulado The Carol, foi lançado, sendo a segunda faixa do single de HaSeul. Outro dueto com sua colega Heejin, chamado My Sunday, foi lançado dia 16 de janeiro de 2017, sendo a segunda faixa do single YeoJin. O videoclipe da faixa foi postado no dia seguinte (17).
Foi anunciado em 6 de fevereiro de 2017 a primeira sub-unidade do grupo, o LOOΠΔ 1/3, composta por Heejin, Hyunjin, Haseul e ViVi. O primeiro extended play de LOONA 1/3 foi lançado em 11 de março, intitulado Love&Live, e o álbum reeditado, Love&Evil, foi lançado dia 24 de abril daquele ano.
Hyunjin participou do programa de sobrevivência MIXNINE, do canal sul-coreano JTBC, junto a Heejin. No entanto, ela não conseguiu entrar em uma das nove posições do grupo no episódio final.
Hyunjin estreou com a formação completa do LOONA em agosto de 2018, com o lançamento do extended play [+ +].
Ela saiu da Blockberry Creative após um longo processo judicial em 9 de maio de 2023, e em 11 de junho, se juntou a sua nova gravadora, chamada CTDENM. Atualmente é uma das integrantes do grupo Loossemble.

## Discografia
| Ano  | Título    | Tipo   | Vendas   |
| ---- | --------- | ------ | -------- |
| 2016 | HyunJin   | Single | : 11,626 |
| 2024 | Thank You | Single | N/A      |